# Batalla del Pasteral
La batalla del Pasteral, a la riba del riu Ter a l'altura del poble del Pasteral, en el terme municipal de la Cellera de Ter, fou el principal fet d'armes de la Guerra dels Matiners a Catalunya.
La batalla tingué lloc els dies 26 i 27 de gener del 1849 i significà la darrera batalla en la qual participà el líder carlí Ramon Cabrera, que hi fou ferit.